# Kerstin Gavander
Kerstin Gavander, född 1969, är en svensk barnboksförfattare.
Gavander är mest känd för att ha skrivit boken Fröken Europa som utkom 2003 och under andra hälften av 2004 delades ut till alla femteklassare i hela Sverige. Boken var resultatet av en tävling i ämnet att skriva en uppföljare till Selma Lagerlöfs Nils Holgersson men med hela Europa som tema i stället för bara Sverige.  Det är oftast i årskurs 5 man läser Europa i geografin. Hon är även känd för sina djupsinniga karaktärer.

## Barndom
Kerstin beskriver sin barndom som en tuff men lärorik tid. Hon levde tillsammans med sina två bröder och sin mamma. Hon utvecklade tidigt ett intresse för att skriva böcker och den första hon skrivit, enligt mamman, var när hon precis fyllt 4 år.